# Nghi Hương
Nghi Hương là một phường thuộc thành phố Vinh, tỉnh Nghệ An, Việt Nam.

## Địa lý
Phường Nghi Hương có vị trí địa lý: 
- Phía đông giáp biển Đông
- Phía tây giáp huyện Nghi Lộc
- Phía nam giáp phường Nghi Hòa
- Phía bắc giáp phường Nghi Thu.

Phường Nghi Hương có diện tích 10 km², dân số năm 2010 là 7.256 người, mật độ dân số đạt 726 người/km².

## Lịch sử
Trước đây, xã Nghi Hương thuộc huyện Nghi Lộc.
Ngày 29 tháng 8 năm 1994, Chính phủ ban hành Nghị định 113-CP năm 1994 về việc thành lập thị xã Cửa Lò thuộc tỉnh Nghệ An thì xã Nghi Hương thuộc thị xã Cửa Lò.
Ngày 30 tháng 9 năm 2010, Chính phủ ban hành Nghị quyết 38/NQ-CP năm 2010 thành lập các phường: Nghi Hương, Nghi Thu thuộc thị xã Cửa Lò, tỉnh Nghệ An.
 Theo đó, thành lập phường Nghi Hương thuộc thị xã Cửa Lò trên cơ sở toàn bộ 999,79 ha diện tích tự nhiên và 7.256 nhân khẩu của xã Nghi Hương.
Phường Nghi Hương có 999,79 ha diện tích tự nhiên và 7.256 nhân khẩu.